# Arcidiocesi di Creta (Chiesa di Creta)

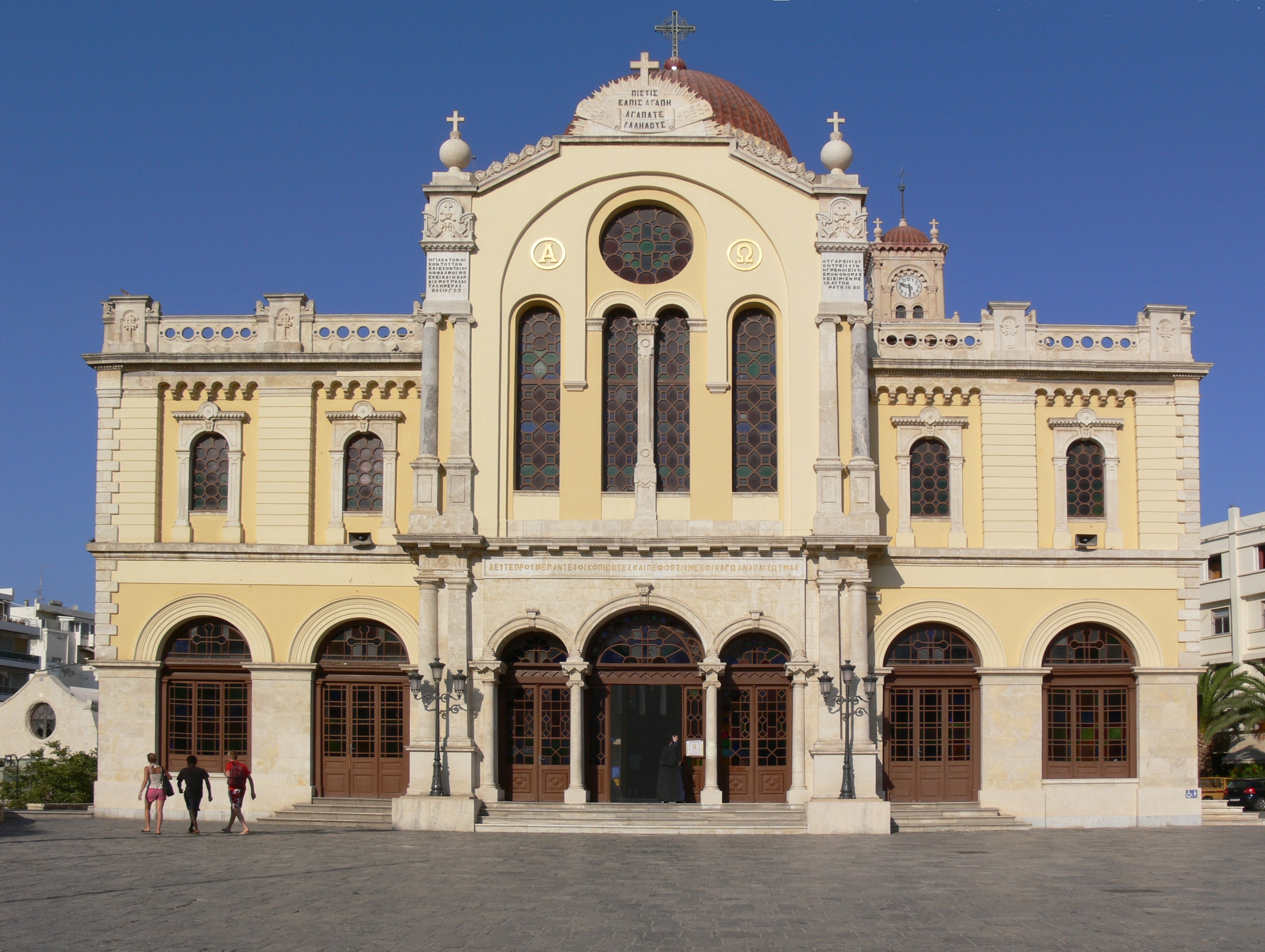
La cattedrale di San Mena di Candia.

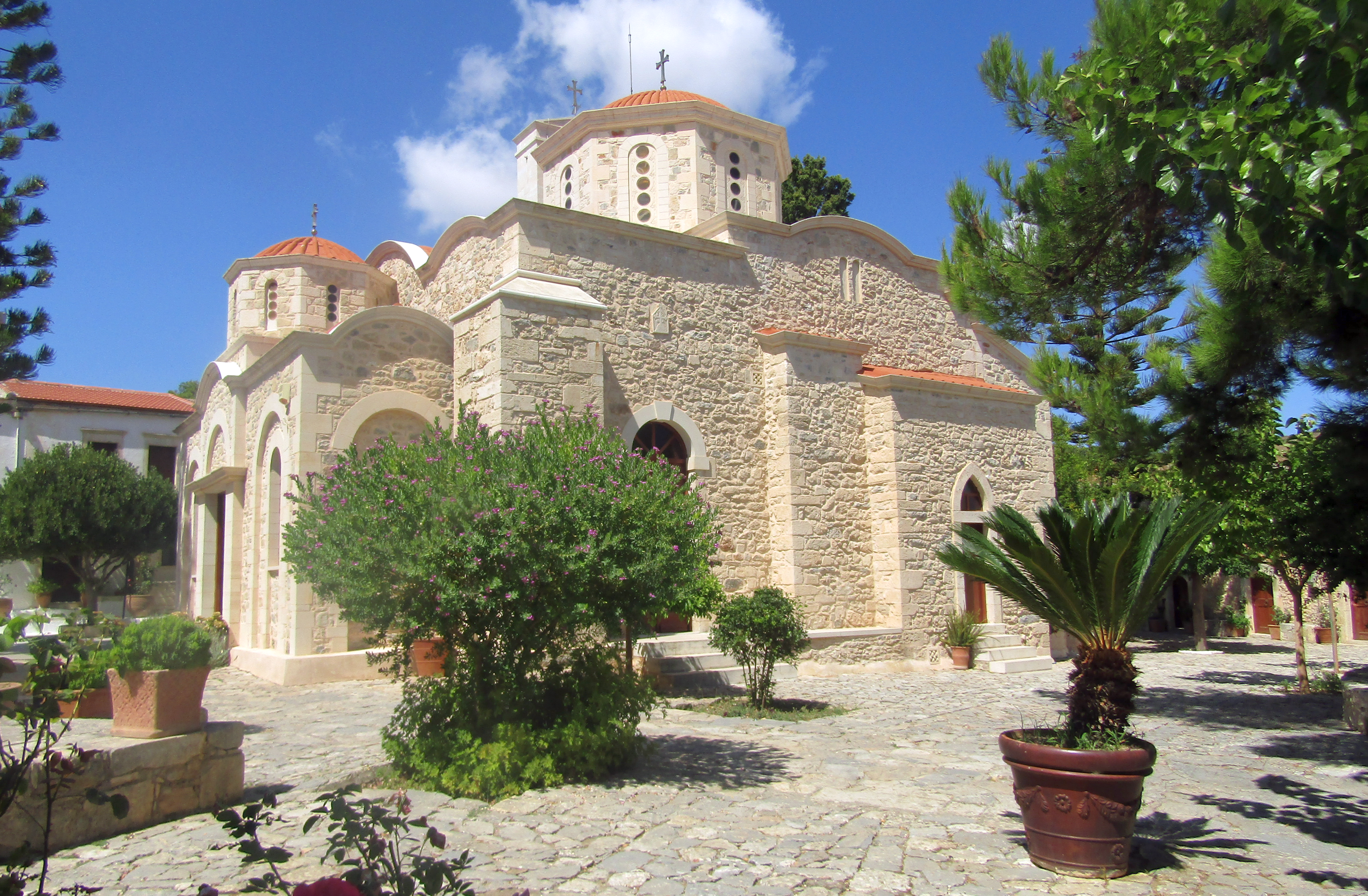
La chiesa del monastero di Agarathos.

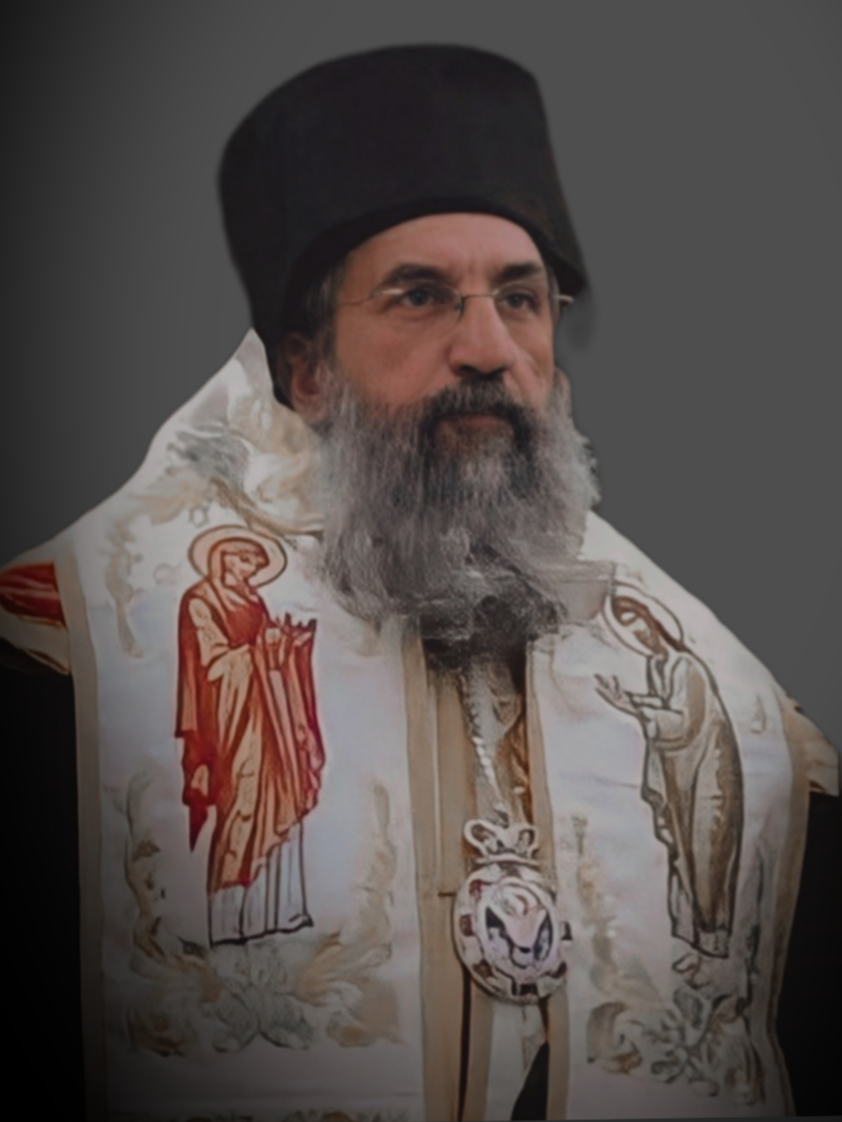
Eugenio Antonopoulos, dall'11 gennaio 2022 arcivescovo di Creta, ipertimo e esarca d'Europa.

L'arcidiocesi di Creta (in greco Ιερά Αρχιεπισκοπή Κρήτης?) è la sede primaziale della Chiesa di Creta, una Chiesa ortodossa semiautonoma sotto il Patriarcato ecumenico di Costantinopoli. È la sede propria dell'arcivescovo di Creta, che dall'11 gennaio 2022 è Eugenio Antonopoulos.

## Territorio
L'arcidiocesi comprende parte dell'unità periferica di Candia.
Sede arcivescovile è la città di Candia (in greco: Ηράκλειο), dove si trova la cattedrale di San Mena.
Il territorio è suddiviso in 127 parrocchie, raggruppate in 8 distretti. Nella metropolia si trovano numerosi monasteri, 6 maschili (tra cui il monastero di Agarathos e quello di San Pantaleone), e 3 femminili.

## Storia
La prima sede primaziale di Creta fu l'arcidiocesi di Gortina. La città fu distrutta in occasione dell'invasione araba dell'isola nel IX secolo, che pose fine a tutte le strutture cristiane. Nel 961 Creta fu riconquistata dai Bizantini. che ripristinarono le diocesi cristiane. Da questo momento i metropoliti di Creta posero la loro residenza a Candia e col tempo il titolo di "metropoliti di Gortina" fu sostituito da quello di "metropoliti di Creta".
Durante l'occupazione veneziana di Creta (Ducato di Candia, 1212-1669), le strutture ortodosse furono abolite, sostituite da quelle cattoliche. I metropoliti di Creta dovettero fuggire e riparare a Costantinopoli. Per un certo periodo, fino al XIV secolo, sono noti nomi di metropoliti cretesi, che tuttavia non resiedevano a Creta.
Quando l'isola fu conquistata dagli Ottomani, i metropoliti poterono rientrare a Candia. Dal 1652, con Neofito Patelarios, riprende la cronotassi dei metropoli cretesi, ininterrotta fino ad oggi. Nell'Ottocento un metropolita di Creta divenne patriarca di Costantinopoli con il nome di Dionisio V (1887-1891).
Il 24 novembre 1831 la diocesi di Cnosso fu soppressa e il suo territorio venne annesso a quello dell'arcidiocesi di Creta. Per un certo periodo (1845-1863), anche la diocesi di Lappa subì la stessa sorte, prima di essere restaurata. Altri mutamenti territoriali avvennero nel 1900, con l'annessione all'arcidiocesi di Creta del territorio della soppressa diocesi di Chersonissos, e al contempo la cessione di una parte del proprio territorio, a nord dell'antica Gortina, alla diocesi di Arcadia. L'ultima modifica territoriale è avvenuta il 20 gennaio 2001, quando l'arcidiocesi di Creta cedette una porzione di territorio a vantaggio dell'erezione della metropolia di Arkalochori, Kasteli e Viannos.
Il 28 febbraio 1967 il patriarca di Costantinopoli concesse al metropolita di Creta il titolo di arcivescovo e la metropolia fu elevata al rango di arcidiocesi.